# Želatinaza B
Gelatinaza B (EC 3.4.24.35, 92-kDa želatinaza, matriks metaloproteinaza 9, tip V kolagenaza, 92-kDa tip IV kolagenaza, makrofagna želatinaza, 95 kDa tip IV kolagenaza/želatinaza, kolagenaza IV, kolagenaza tip IV, želatinaza MMP 9, MMP 9, matriks metaloproteinaza 9, tip IV kolagenska metaloproteinaza) je enzim. Ovaj enzim katalizuje sledeću hemijsku reakciju
Razlaganje želatina tipa I i V, i kolagena tipa IV i V
Ovaj enzim je sličan sa želatinazom A.

## Literatura
- Nicholas C. Price; Lewis Stevens (1999). Fundamentals of Enzymology: The Cell and Molecular Biology of Catalytic Proteins (Third изд.). USA: Oxford University Press. ISBN 019850229X.
- Eric J. Toone (2006). Advances in Enzymology and Related Areas of Molecular Biology, Protein Evolution (Volume 75 изд.). Wiley-Interscience. ISBN 0471205036.
- Branden C; Tooze J. Introduction to Protein Structure. New York, NY: Garland Publishing. ISBN 0-8153-2305-0.
- Irwin H. Segel. Enzyme Kinetics: Behavior and Analysis of Rapid Equilibrium and Steady-State Enzyme Systems (Book 44 изд.). Wiley Classics Library. ISBN 0471303097.

## Spoljašnje veze
- Gelatinase+B на 